# Blue Ridge Parkway
Der Blue Ridge Parkway ist eine als National Scenic Byway ausgewiesene Panoramastraße, die 469 Meilen (755 km) längs der Blue Ridge Mountains – einem Teil des Appalachen-Gebirgszugs – in den Vereinigten Staaten von Amerika führt. Sie verbindet den Shenandoah-Nationalpark in Virginia mit dem Great-Smoky-Mountains-Nationalpark in North Carolina und wird wie die Nationalparks durch den National Park Service verwaltet.

## Verlauf
Die Straße beginnt am nördlichen Ende am Rockfish Gap in Virginia und schließt dort an den Skyline Drive, der durch den Shenandoah-Nationalpark führt, an. Sie windet sich etwa 469 Meilen (755 km) in südlicher Richtung und endet im Gebiet des Great-Smoky-Mountains-Nationalparks und der Indianer-Reservation der Cherokee.

## Geschichte
Die Idee eines Parkways zur Verbindung der beiden Nationalparke entstand 1933 infolge des Baus des Skyline Drive, einer vergleichbaren, aber wesentlich kürzeren Straße im Shenandoah-Nationalpark. Bereits im November 1933 fällte das US-Innenministerium einen Grundsatzbeschluss, am 11. September 1935 war Baubeginn und am 30. Juni 1936 verabschiedete der Kongress der Vereinigten Staaten das formale Gesetz zur Widmung des Parkways. Er wurde in 45 einzelnen Bauabschnitten geplant und verwirklicht. Deren Umsetzung zog sich über mehrere Jahrzehnte hin, weil die Finanzierung zunächst durch den Zweiten Weltkrieg, dann durch fehlende Mittelzuweisung durch den Kongress verzögert wurde. Der letzte Abschnitt wurde 1968 formell begonnen, aber erst 1987 vollendet.

### New Deal
Die Straße sollte einerseits ein modernes touristisches Angebot für die durch zunehmende Massenmotorisierung geprägte Gesellschaft machen. Andererseits wurde sie zur Arbeitsbeschaffungsmaßnahme für einen von der Great Depression schwer getroffenen ärmeren und ländlichen Teil der Vereinigten Staaten. Präsident Franklin Delano Roosevelt rief den New Deal aus und legte große öffentliche Infrastrukturmaßnahmen auf.
Der Blue Ridge Parkway wurde überwiegend durch lokale Bauunternehmen errichtet, von Anfang an wurden sie durch Arbeiter der Works Progress Administration und Hilfskräfte der Emergency Relief Administration unterstützt. Beide Programme versuchten, möglichst viele Menschen in Arbeit zu bringen, so dass wesentliche Teile in Handarbeit errichtet wurden, obwohl teilweise bereits Baumaschinen zur Verfügung gestanden hätten. Ab 1936 wurden auch vier Camps des Civilian Conservation Corps aus jugendlichen Arbeitslosen eingesetzt, die Wanderwege, Campingplätze und andere touristische Infrastruktur anlegten. Bis zum Beginn des Zweiten Weltkriegs und der Einstellung der Arbeiten war ein gutes Drittel der Strecke vollendet, ein weiteres Drittel in verschiedenen Stadien des Baus.

### Mission 66
Nach Kriegsende gingen die Arbeiten nur langsam voran. Mitte der 1950er Jahre war etwa die Hälfte der Straße fertig, als im Vorfeld des 50. Jubiläums des 1916 gegründeten National Park Service das Programm Mission 66 aufgelegt wurde. Mit ihm wurde über zehn Jahre etwa eine Milliarde Dollar in das National Park System investiert. Im Jubiläumsjahr 1966 war der Blue Ridge Parkway zu 95 % vollendet, nur noch 7,7 Meilen (11 km) am Grandfather Mountain in North Carolina fehlten. Für diesen Abschnitt fand 1968 ein „Erster Spatenstich“ statt, der Bau wurde aber gestoppt und vollkommen umgeplant, um die Eingriffe in die Landschaft so gering wie möglich zu halten. Auf dem Linn Cove Viaduct führt die Straße nun aufgeständert um die Bergflanke, statt sie zu schneiden. Der Blue Ridge Parkway wurde 1987 in voller Länge eröffnet.

## Bedeutung
Die Straße ist als Aussichtsstraße für touristische Zwecke mit vielen Halte- bzw. Aussichtspunkten konzipiert. Sie ist für gewerblichen Kraftverkehr gesperrt und allgemein mit einer Geschwindigkeitsbegrenzung von 45 Meilen pro Stunde (mph, etwa 72 Kilometer pro Stunde) versehen. Wegen der kurvenreichen, aber eleganten Straßenführung, der Höhenunterschiede (tiefster Punkt 198 m, höchster Punkt 1843 m), der unberührten Natur und landschaftlich reizvollen Aussichten wird sie jährlich von vielen Millionen Besuchern befahren, darunter vielen Motorradfahrern.
Der Blue Ridge Parkway wurde 1999 von der American Society of Civil Engineers in die List of Historic Civil Engineering Landmarks aufgenommen.